# Temna stran meseca
Temna stran meseca je zgodovinski roman o spopadih med belogardisti in partizani pisateljice Mimi Malenšek. Izšel je leta 1960 pri Državni založbi Slovenije.

## Zgodba
Belogardistični (domobranski) nadporočnik Boštjan Logar s svojo četo septembra leta 1943 prispe na Grad Turjak. Tu sreča nekdanjega gimnazijskega sošolca kurata Jerneja Bačarja. Bila sta sošolca tudi v semenišču, dokler Boštjan ni opustil študija. Tedaj so se njegovi odnosi z družino skrhali in ker mu oče ni želel plačati študija prava, se je odločil, da zapusti dom in gre v vojsko. Boštjan ima brata Jožeta, ki je pri partizanih in zaradi tega sta sprta. Celo streljala sta drug na drugega. Na Turjaku se zopet srečata, stojita na nasprotnih straneh in Boštjana muči dejstvo, da bo moral spet streljati na svojega brata. Boštjan se spominja svoje ljubezni s partizanko Miro, ki je trajala, dokler ona ni spoznala, v kakšnem odredu je pristala. Mislila je namreč, da je Boštjan pri partizanih in ko je ugotovila, da jo je preslepil, je pobegnila ter se pridružila Tigrovi partizanski enoti. Nekega dne sta se spet srečala in ob njej je bil Tiger, ki je streljal na Boštjana, razširile pa so se govorice, da je streljala Mira. Ko se Boštjan zave, da se partizanska vojska vedno bolj približuje gradu, ga zajame tesnoba, spominja se sreče z Miro in svoje mladosti z bratom. Grad zagori in se začne rušiti, ostanki belogardistične vojske se predajo, Boštjana pa v tistem trenutku zadane krogla in umre. Nazadnje je njegova vojska poražena, vda se tudi kurat Bačar.

## Kritike, polemike, literarna zgodovina
»Roman je tak kot vsa njena tovrstna dela, ki jih je napisala več. Predvsem je fabulistka, zgodbe zna zapletati in razpletati, premalo pa se poglablja v notranjost nastopajočih oseb. Tudi ne zna podati resnične podobe razgibanih vojnih časov in razmer. Boljša je v zgodovinskih delih.« (Meddobje = Entresiglo (1961), letnik 6, številka ¾, 234-35)
»Temna stran meseca nikakor ne sodi med njene najslabše tekste./…/ Osebe in dogodki so popisani patetično, nevsakdanje in papirnate besede naj bi izražale silna čustva, čeprav je znana resnica, da tiči skrivnost umetnine prav v preprostosti in človeškosti in da naj junaka »znači njegovo djanje« (Levstik). /…/ Zgradba romana je zamišljena prav zanimivo, vendar je mestoma nedosledno izvedena /…/. Te spominske retrospektive so tako obsežne, prepletene s ponavljajočimi se liričnimi vložki in preobtežene s fabuliranjem, da zasenčujejo osrednje dogajanje, trgajo »rdečo nit« in jemljejo bralcu potrpljenje, saj se razrašča delo skoraj na 600 strani. Res je škoda, da ta lik ni bolj izdelan in da delo kot celota ni bolj dognano in organizirano napisano.« (Ževart 1961, 1139-141)
»Spoznanja o moralnih razpotjih mladega človeka – intelektualca v vojnem času /…/, se v tem romanu razvijejo do tolikšne izčiščenosti, da tekst lahko smatramo za pisateljičino najboljše delo poleg obeh biografskih romanov./…/ Roman je poleg Kranjčevega dela Za svetlimi obzorji eno, redkih proznih del, ki izpričuje dogodke v nasprotnem taboru NOB.«
(Patrnu, Gluščič-Krisper, Kmecl 1967, 283)
Po pisateljičinih besedah je bilo v tem romanu prvič opisano, da sta bila pri nas med vojno dva domača nasprotnika in da je bila to državljanska vojna,saj naj do tedaj nebi še nihče pisal o tem. S tem pa se ne strinja Franc Zadravec, ki je v knjigi Slovenski roman 20. stoletja zapisal, da njene besede lahko soočimo s prvo Kranjčevo knjigo cikla Za svetlimi obzorji, ki je istega leta izšla pri isti založbi in velik del te knjige prav tako opisuje turjaško zgodbo. Mimi Malenšek pravi, da je zaradi tega romana pristala na »črnem seznamu« in da njenih knjig več let niso tiskali, kar pa je Zadravec prav tako zavrnil, z argumentom, da Kranjec na tem seznamu ni pristal. (Zadravec 2002, 68)
Leta 1998 je pri Novi reviji izšel zbornik člankov in dokumentov z naslovom Temna stran meseca: Kratka zgodovina totalitarizma v Sloveniji 1945-1990, ki ga je uredil Drago Jančar in istega leta pripravil razstavo z enakim naslovom.
V vseh zgodovinskih romanih Malenškove pojavljajo enake teme (socialne in psihološke), v vseh pa se pojavlja tudi nacionalna ideja: narodna pobuda je »rdeča nit« vseh partizanskih romanov. Postavljena kot najvišja vrednota in ideal. (Hajdinjak 1998, 36-38)